# Ми повернулися! Історія динозаврів
«Ми повернулися! Історія динозаврів» (англ. We're Back! A Dinosaur's Story) — мультфільм 1993 року.

## Синопсис
У Нью-Йорку птах на ім'я Бастер тікає від своїх братів і сестер і зустрічає розумного помаранчевого тиранозавра на ім'я Рекс, який грає в гольф. Динозавр пояснює Бастеру, що колись був дикою руйнівною твариною, але один випадок назавжди змінив його життя.
Вчений Ньюайз хотів, щоб сучасні діти побачили справжніх динозаврів мезозойської ери. З помічником-інопланетянином Ворбом Ньюайз вирушив у минуле, щоб зібрати динозаврів і взяти їх у свою епоху. Динозаври, зібрані Ньюайзом, включають Рекса, синього трицератопса на ім'я Вуг, фіолетового птеранодона на ім'я Ельза та зеленого паразауролофа на ім'я Двеб. Ньюайз дає їм препарат «розумін», який наділяє динозаврів розумом і здатністю розмовляти. Вчений планує передати динозаврів своїй колезі Джулії Бліб, яка проведе їх до Музею природничої історії, і попереджає їх уникати професора Скрюайза, свого злого брата.
Джулія запізнюється, проте динозаври зустрічають двох дітей, які бажають допомогти їм знайти музей — хлопчика на ім'я Луї, який хоче приєднатися до цирку, та дівчинку на ім'я Сесілія. Динозаври маскуються під величезні ляльки на параді до Дня подяки. Однак Рекс випадково здуває повітряну кулю у вигляді апатозавра і людям навколо стає ясно, що перед ними справжній динозавр. Містяни панікують, через що динозаври тікають до Центрального парку, поки їх переслідують поліція та армія.
Тим часом Луї та Сесілія зустрічають професора Скрюайза, який керує «Ексцентричним цирком» жахів. Не підозрюючи про його лихі наміри, діти підписують контракт на виступи в цирку. Коли динозаври прибувають, щоб врятувати Луї та Сесілію, Скрюайз перетворює дітей на шимпанзе за допомогою таблеток під назвою «бовдурін». Скрюайз погоджується повернути дітям людську подобу в обмін на те, що динозаври з'їдять «бовдурін» і виступатимуть у цирку. Наступного ранку доброзичливий клоун на ім'я Стаббс, який працює на Скрюайза, повідомляє дітям, що динозаври повернулися до свого дикого стану.
Вночі Луї та Сесілія пробираються до цирку, де Скрюайз влаштовує жахливу виставу. Йому заважає ворона, що запускає сигнальні ракети. Рекс хапає Скрюайза та готується з'їсти його, але втручається Луї і нагадує тиранозавру, що він був добрим. Його слова та доторк Сесілії повертають динозаврам розум. Стаббс звільняється з цирку, а Ньюайз прибуває на своєму летючому кораблі, щоб витягти дітей і динозаврів із цирку. Скрюайза обсідають дресировані ним ворони та розривають на шматки.
Наступного дня динозаври прибувають до музею, а Луї та Сесілія миряться зі своїми батьками.
Закінчивши свою розповідь, Рекс повертає Бастера до його родини, Птах, ігноруючи глузування братів і сестер, обіймає свою матір.

## Актори озвучування
- Джон Ґудмен
- Фелісіті Кендаль[en]
- Чарльз Флейшер
- Волтер Кронкайт
- Блейз Бердаль[en]
- Джулія Чайлд
- Джастін Ісфельд
- Кеннет Марс[en]
- Мартін Шорт
- Реа Перлман[en]
- Джей Лено
- Ярдлі Сміт
- Ларрі Кінґ
- Рене Ле Вант